# دوروالومب
دوروالومَـب (انگلیسی: Durvalumab) با نام تجاری ایمفینزی، یک داروی ایمنی‌درمانی برای سرطان است که توسط شرکت دارویی آسترازنکا ساخته شده‌است. این دارو یک پادتن مونوکلونال G1 کاپا (IgG1κ) است که جلوی تعامل میان PD-1 و PD-L1 را می‌گیرد.
دوروالومب برای درمان بیماران مبتلا به سرطان‌های پیشرفتهٔ موضعی یا متاستاز دادهٔ سلول ترانزیشنال به‌کار می‌رود که به شیمی‌درمانی رایج با داروهای حاوی پلاتین پاسخ نداده‌اند؛ یا آنکه ظرف ۱۲ ماه از درمان‌های ادجوآن و نئو-ادجوآن با داروهای حاوی پلاتین، بیماری‌شان مجدداً عود کرده‌است.
دوروالومب یک داروی مهارکننده وارسی ایمنی است. هزینهٔ سالیانهٔ اعلام‌شده برای درمان با این دارو، ۱۸۰/۰۰۰ دلار آمریکا است.